# هنريش شوب
صمويل هنريش شوب (بالألمانية: Samuel Heinrich Schwabe)‏ (25 أكتوبر 1789 - 11 أبريل 1875) هو عالم فلك ألماني عمل علي دراسة البقع الشمسية. ولد شوب في مدينة ديساو. درس شوب الصيدلة لكنه في أول سنة له، تحول اهتمامه إلى علم الفلك، وفي عام 1826 بدأ ملاحظاته حول البقع الشمسية وكان شوب يحاول اكتشاف كوكب جديد داخل مدار عطارد الذي كان يسمى مبدئيا فولكان. نظرا لقربه من الشمس صارت مراقبة فولكان صعبة جدا، لذا اعتقد شوب انه يوجد احتمال واحد للكشف عن هذا الكوكب وهو ان يراه كبقعة مظلمة عندما يمر أمام الشمس. لمدة 17 سنة (1826-1843) يوميا راي شوب البقع الشمسية واضحة، لذا فانه قام بمسحها وتسجلها في محاولة للكشف عن فولكان فيما بين بقع الشمس لكنه لم يجد هذا الكوكب ولكنه لاحظ الاختلافات العادية في عدد البقع الشمسية، ونشرت نتائجه في مقالة قصيرة بعنوان "ملاحظات للطاقة الشمسية خلال 1843". وقال انه في ذلك الصدد من المحتمل خلال فترة عشر سنوات ان يصل عدد البقع في كل سنة من العشر سنوات الي الحد الاقصي. جذبت هذه الورقة في البداية اهتماما قليلا، ولكن رودولف وولف الذي كان في ذلك الوقت مدير مرصد برن أُُعجب بالملاحظة، حتى انه بدأ في جمع ودراسة الملاحظات المنتظمة من البقع الشمسية. واستخدمت بعد ذلك ملاحظات شوب في عام 1851 على يد الكسندر فون همبولت في المجلد الثالث من له كتابة كوزموس. تواتر البقع الشمسية الآن مُعترف به علمياً، وبالتالي يُنسب إلى شوب واحدة من أهم الاكتشافات في علم الفلك.
في 1857 حصل على جائزة الميدالية الذهبية من الجمعية الملكية الفلكية